# Hornstrit
Hornstrit (Centrotus cornutus) är en insektsart som först beskrevs av Carl von Linné 1758.  Hornstrit ingår i släktet Centrotus, och familjen hornstritar. Arten är reproducerande i Sverige.

## Bildgalleri

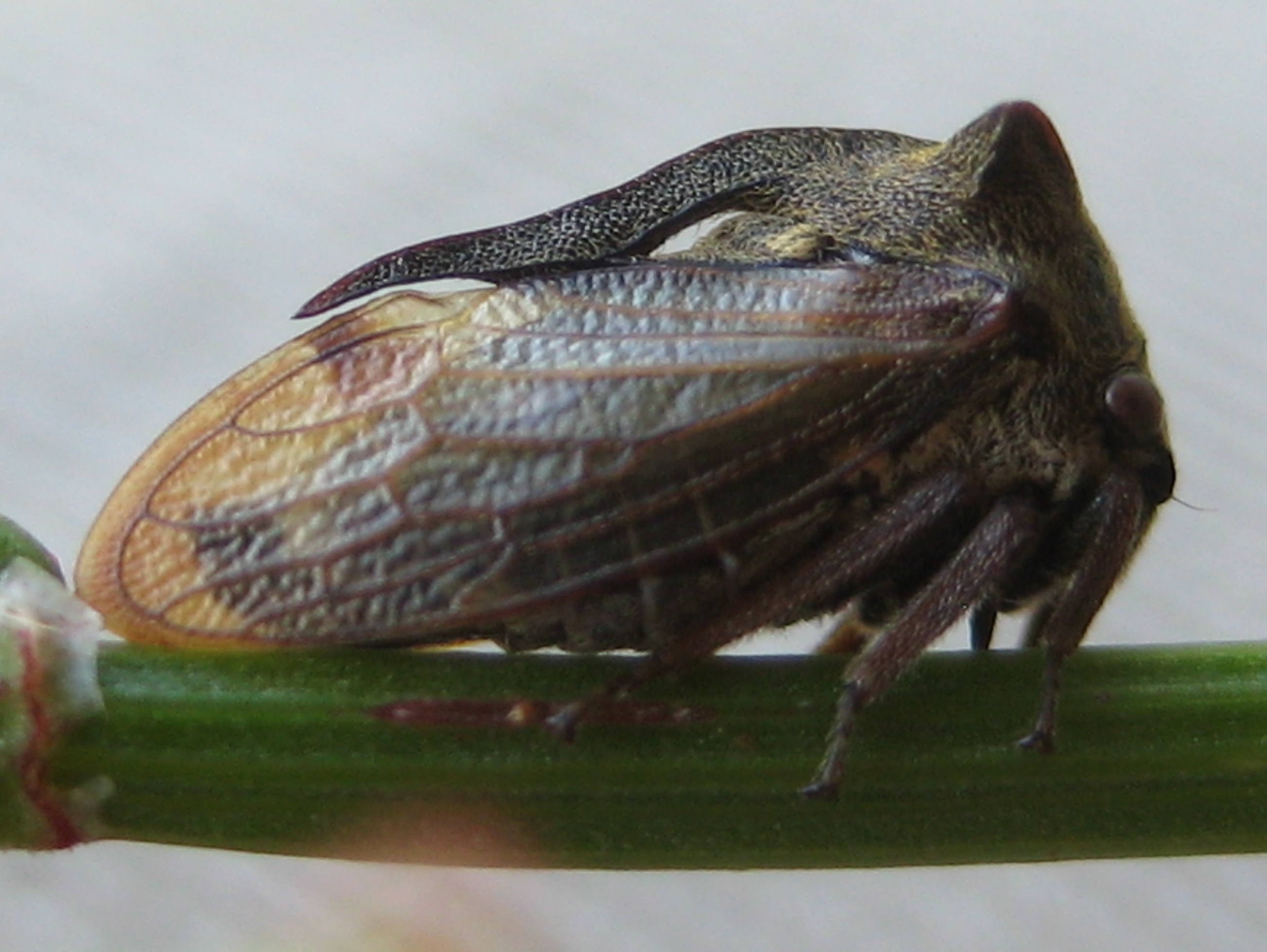
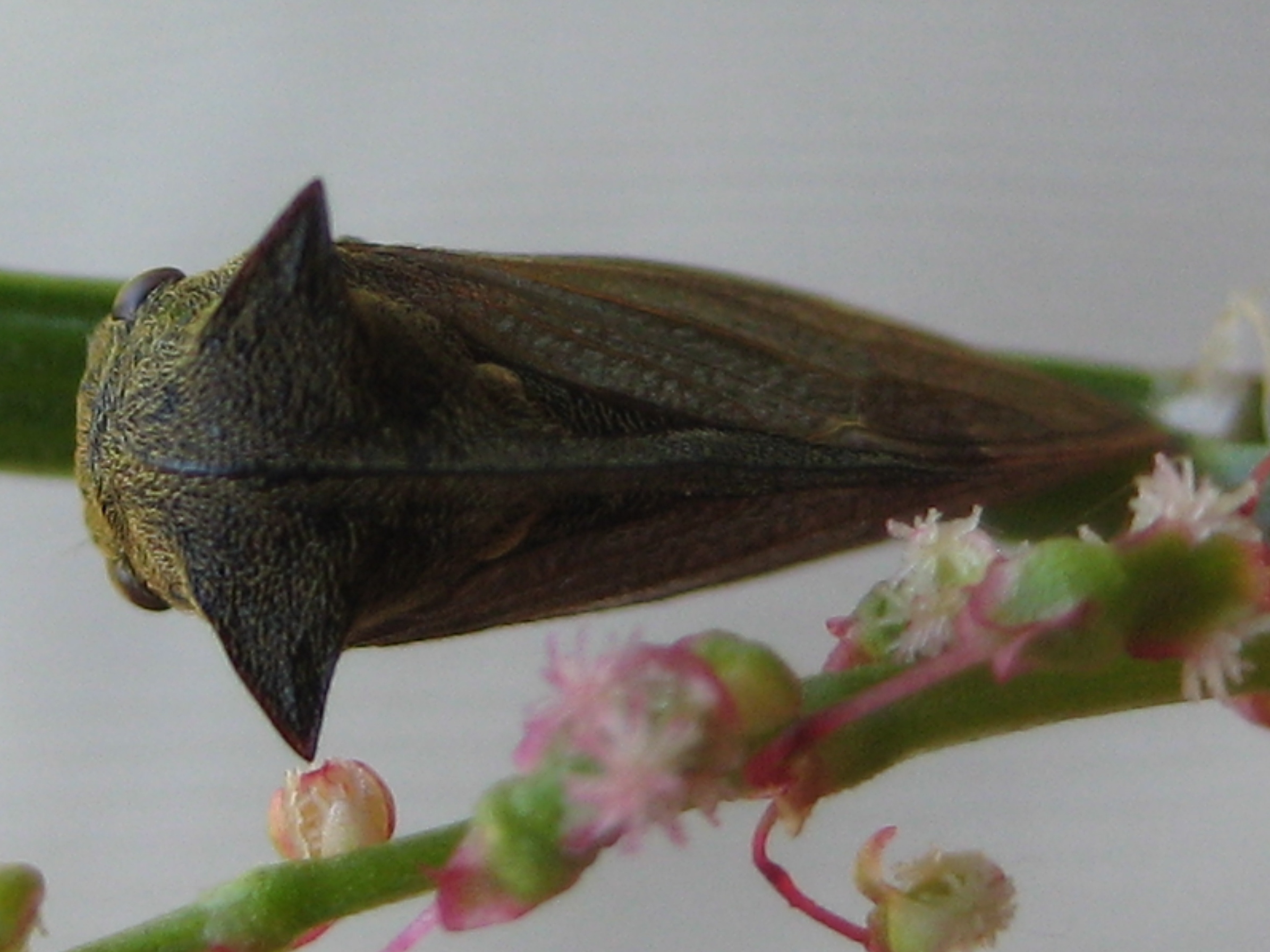
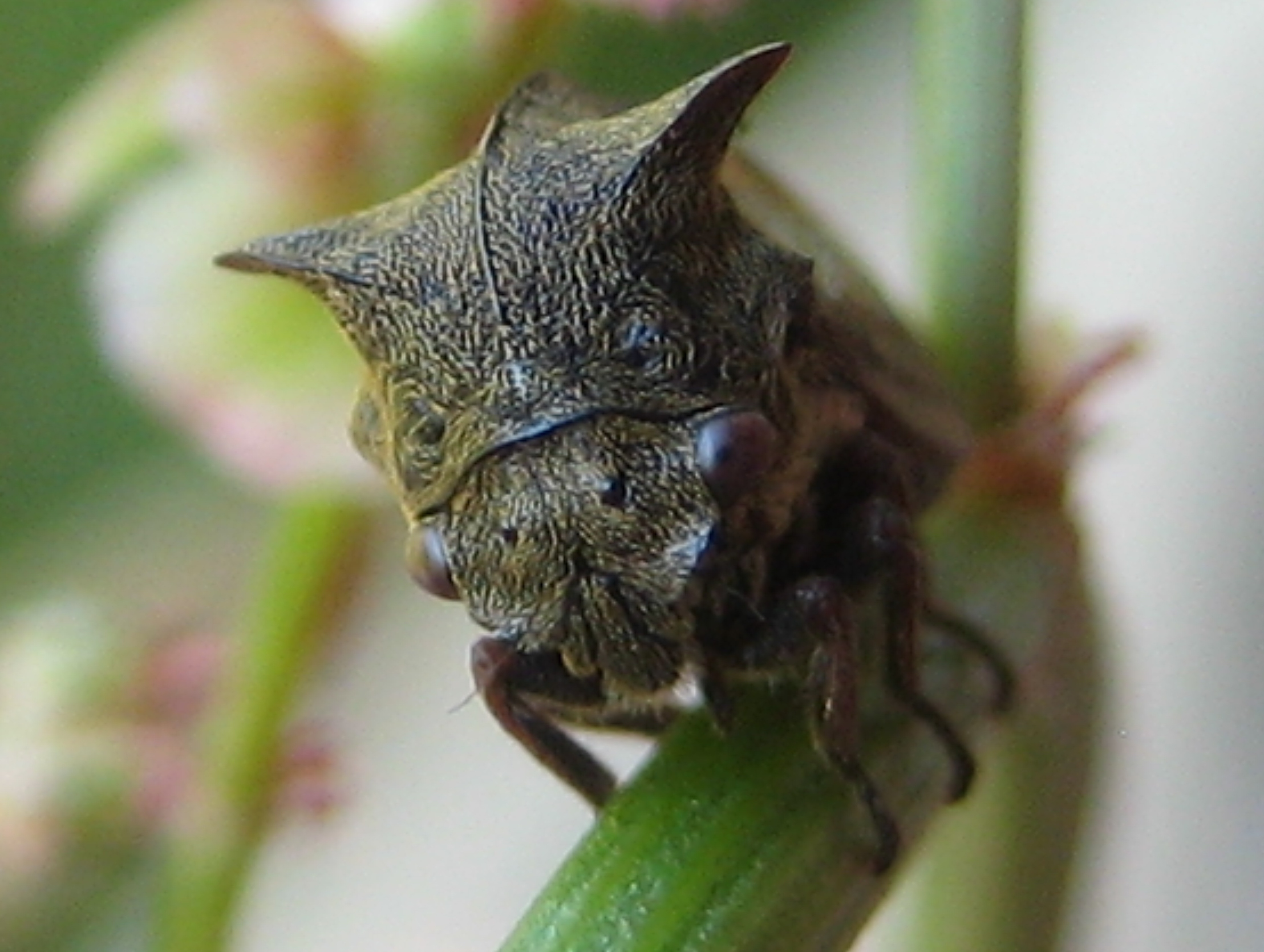
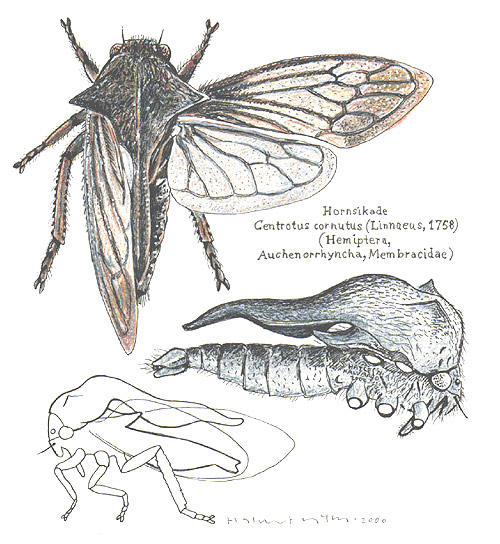
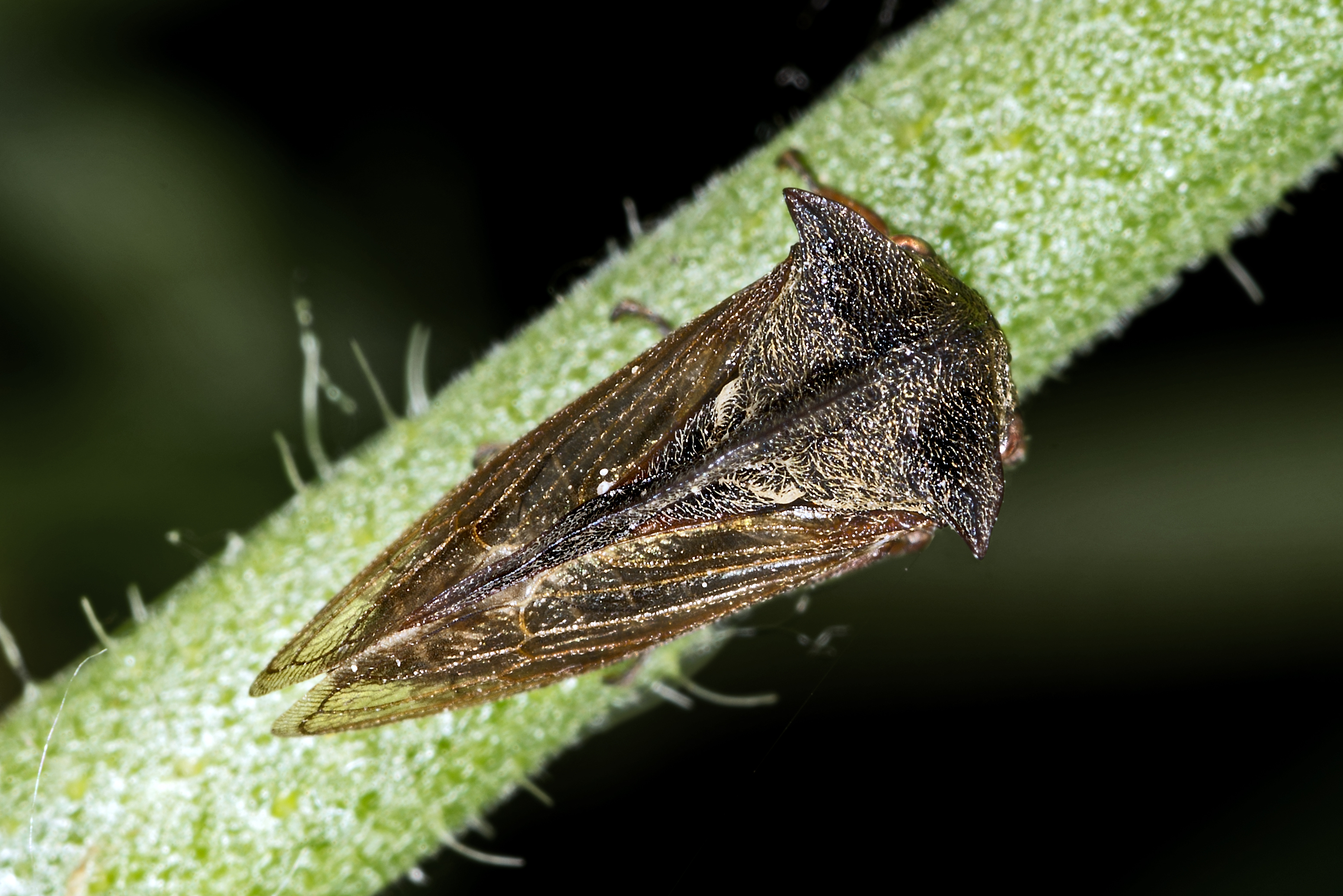
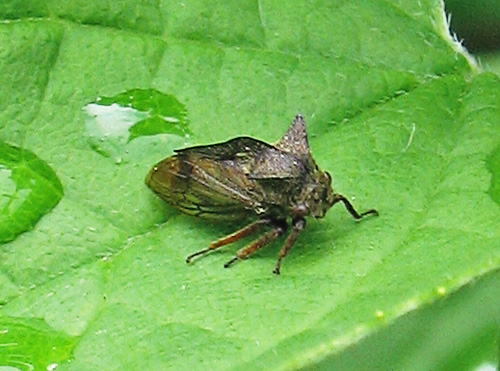